# ANNA/アナ
『ANNA/アナ』（原題：ANИA）は、2019年のアメリカ合衆国・フランスのスパイ・アクション映画。監督はリュック・ベッソン、出演はサッシャ・ルスとヘレン・ミレンなど。暗殺者という裏の顔を持つファッションモデルの女性の闘いを描いている。

## ストーリー
1980年代後半、ソビエト連邦。身寄りがなく、恋人のペーチャと暮らすアナは長らくペーチャによる暴力的な生活に日々苦しめられていた。しかし、自堕落な生活に終止符を打つべく海軍に志願したアナは、彼女の経歴に目を付けたKGBの職員アレクセイから「軍事訓練1年、現場勤務4年、その後は自由」とKGBに誘われ、渋々そのオファーを受けることにした。1年間の過酷なトレーニングに耐えた後、彼女は上官のオルガからのテストに時間をオーバーさせながらも合格し、その後、最初の暗殺任務を遂行した。アナは今では恋人でもあるアレクセイの「軍事訓練1年、現場勤務4年、その後は自由」という言葉を信じ、自らの感情を殺して任務のための暗殺を繰り返していたが、KGB長官ワシリエフから「KGBから解放される唯一の方法は死ぬことだ」と言われ、アレクセイの言葉が嘘だったと知る。
それから5年の時が流れ、アナはパリでファッションモデルとして活動する傍ら、諜報活動や暗殺の任務を遂行していた。そんなある夜、任務中にアナがKGBのスパイであることがCIAに見抜かれ、拘束されてしまう。CIAエージェントのレナードはアナに死ぬか二重スパイになるか迫り、アナは「1年間だけ働き、その後はハワイでの保護」を条件に取引を受け入れる。KGBに所属し、暗殺に従事しながら、CIAの二重スパイとして働くうちに、アナはレナードとも惹かれあうようになる。
そして、アナはレナードから3年かけて計画したという、報復のための“KGB長官暗殺作戦”への参加と実行を迫られる。自由になるために、指示通りにKGB本部にて長官ワシリエフを暗殺したアナであったが、KGBから裏切り者として命を狙われ、また脱出後に姿を消したことからCIAからも追われることになる。

## キャスト
※括弧内は日本語吹替声優。
- アナ・ポリアトヴァ：サッシャ・ルス（英語版）（志田有彩）
- オルガ：ヘレン・ミレン（磯辺万沙子）
- アレクセイ・チェンコフ：ルーク・エヴァンス（藤真秀）
- レナード・ミラー：キリアン・マーフィー（津田健次郎）
- モード：レラ・アボヴァ（英語版）（高橋雛子）
- ぺーチャ：アレクサンドル・ペトロフ
- ヴラド：ニキータ・パヴレンコ
- ニカ：アナ・クリッパ
- ジミー：Aleksey Maslodudov
- ワシリエフ：エリック・ゴードン（箆津弘順）
- モサン：イヴァン・フラネク （栗田樹）
- サミー：ジャン＝バティスト・ピュシュ（蒼谷和樹）
- 金髪のアナ：ナースチャ・ステン
- レストランの標的：アラン・フィグラルツ
- オレグ：アンドリュー・ハワード（中野泰佑）

## 製作
2017年10月9日、リュック・ベッソン監督の新作映画にサッシャ・ルス、ヘレン・ミレン、ルーク・エヴァンス、キリアン・マーフィーが出演することになったと報じられた。11月、本作の主要撮影が始まった。2018年8月7日、エリック・セラが本作で使用される楽曲を手掛けるとの報道があった。2019年7月10日、本作のサウンドトラックが発売された。

## マーケティング・興行収入
2019年4月10日、本作のオフィシャル・トレイラーが公開された。
本作は『トイ・ストーリー4』及び『チャイルド・プレイ』と同じ週に全米で封切られ、公開初週末に450万ドル前後を稼ぎ出すと予想されたが、実際の数字はそれを下回るものとなった。2019年6月21日、本作は全米2114館で公開され、公開初週末に360万ドルを稼ぎ出し、週末興行収入ランキング初登場9位となった。
当初、本作は2020年5月8日に日本で公開される予定だったが、新型コロナウイルスの流行が拡大していることを受けて、7日、配給元のキノフィルムズは本作の公開延期を発表した。
2020年5月29日、配給元のキノフィルムズは政府による緊急事態宣言の全国的な解除を受けて、新型コロナウイルス感染拡大予防のため公開が延期されていた『ANNA/アナ』を6月5日（金）より劇場公開することを決定した。

## 評価
本作に対する批評家からの評価は伸び悩んでいる。映画批評集積サイトのRotten Tomatoesには67件のレビューがあり、批評家支持率は36%、平均点は10点満点で4.92点となっている。サイト側による批評家の見解の要約は「リュック・ベッソン監督は『ANNA/アナ』で自らが得意とするジャンルを扱ったが、この手の型にはまったアクションを好む人々は同作における全てのアクションシーンに既視感を覚えるはずだし、もっと良い出来の作品を見たことがあると思われる。」となっている。また、Metacriticには14件のレビューがあり、加重平均値は40/100となっている。なお、本作のCinemaScoreはB+となっている。